# Агеевка (Одесская область)
Агеевка (укр. Агеївка) — село, относится к Любашёвскому району Одесской области Украины.
Население по переписи 2001 года составляло 141 человек. Почтовый индекс — 66523. Телефонный код — 4864. Занимает площадь 0,842 км². Код КОАТУУ — 5123381802.

## Местный совет
66523, Одесская обл., Любашёвский р-н, с. Ивановка